# Froufe (Baños de Molgas)
Froufe es un lugar situado en la parroquia de Vide, del concello de Baños de Molgas, comarca de Allariz-Maceda, en la provincia de Orense, Galicia, España.